# Mycosphaerella rubi
Mycosphaerella rubi Roark – gatunek grzybów z klasy Dothideomycetes. U malin i jeżyn wywołuje chorobę o nazwie biała plamistość liści maliny.

## Systematyka i nazewnictwo
Pozycja w klasyfikacji według Index Fungorum: Mycosphaerella, Mycosphaerellaceae, Capnodiales, Dothideomycetidae, Dothideomycetes, Pezizomycotina, Ascomycota, Fungi.
Synonim: Septoria rubi Berk. & M.A. Curtis 1874.

## Morfologia i rozwój
Pasożyt obligatoryjny i saprotrof. Jego  grzybnia rozwija się w tkance miękiszowej żywych liści i wytwarza na obydwu ich stronach, ale głównie na górnej rozproszone, bardzo drobne pyknidia o barwie od rdzawej do brązowej  i rozmiarach 45–80 μm. Mają okrągłe, nieco kanciaste ostiole o szerokości 25–40 μm, otoczone ciemniejszymi komórkami. Powstają w nich nitkowate konidia o zmiennym kształcie, zazwyczaj sierpowate, czasami lekko faliste. Mają rozmiar 30–65  ×  1,5–2 (3) μm i posiadają mniej lub bardziej wyraźne przegrody
Na porażonych przez tego patogena liściach malin i jeżyn pojawiają się drobne, białe plamki, otoczone rdzawo-brunatnymi otoczkami. Po pewnym czasie porażona przez grzybnię tkanka liścia wykrusza się i w środku plamy powstaje dziurka.